# Большой призматический источник
Большо́й призмати́ческий исто́чник — геотермальный источник, самый большой в США и третий по размеру в мире. Находится в Йеллоустонском национальном парке в Среднем бассейне гейзеров.

## История
Первые сведения об источнике поступили в 1839 году от группы охотников из «Американской меховой компании», которые пересекли Средний бассейн гейзеров и сделали записи о «кипящем озере» диаметром 91 м. В 1870 году экспедиция Вашбурна-Лангфорда-Доана посетила источник, отметив расположенный рядом гейзер высотой 15 м (позднее названный Высоким гейзером — англ. Excelsior Geyser).

## Цвет
Яркие цвета источника — это результат жизнедеятельности пигментированных бактерий, существующих по краям источника с богатой минералами водой. Цвет бактерий изменяется от зелёного до красного и зависит от соотношения хлорофилла и каротиноидов в их популяции. В летний период бактерии становятся оранжево-красными, а в зимний — как правило тёмно-зелёными. Центр источника стерилен из-за высокой температуры воды.
Синий цвет воды в центре источника — это следствие рассеивания молекулами воды лучей дневного света синего диапазона длин волн. Хотя этот эффект возникает во всех массивах воды, в Большом призматическом источнике он особенно интенсивен благодаря сочетанию чистоты воды и глубины водоёма.

## Физические характеристики
Размеры источника примерно 75 на 91 м, глубина — 49 м, выбросы воды (температурой 71 °C) — примерно 2000 л в минуту.

## Галерея

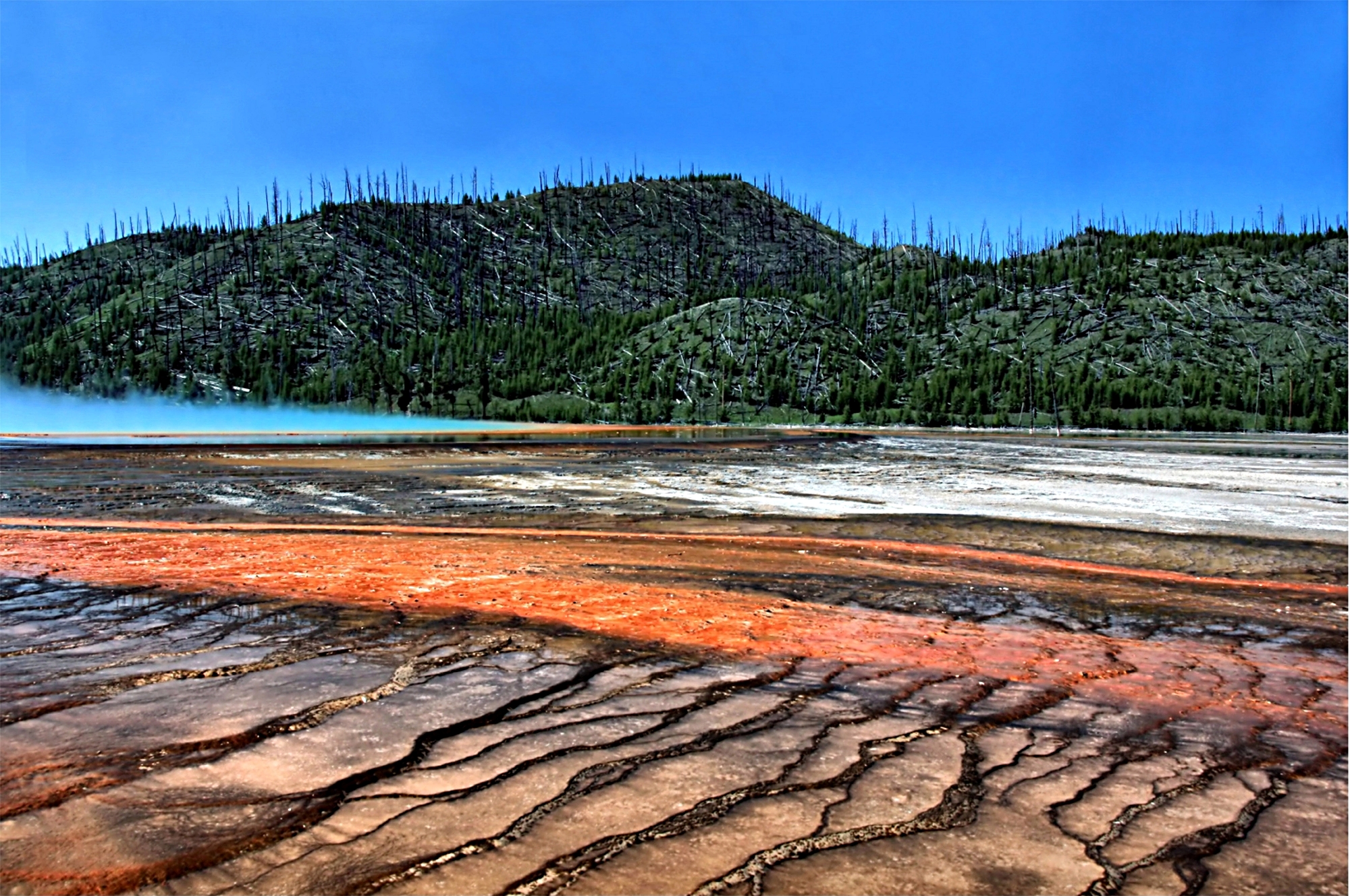
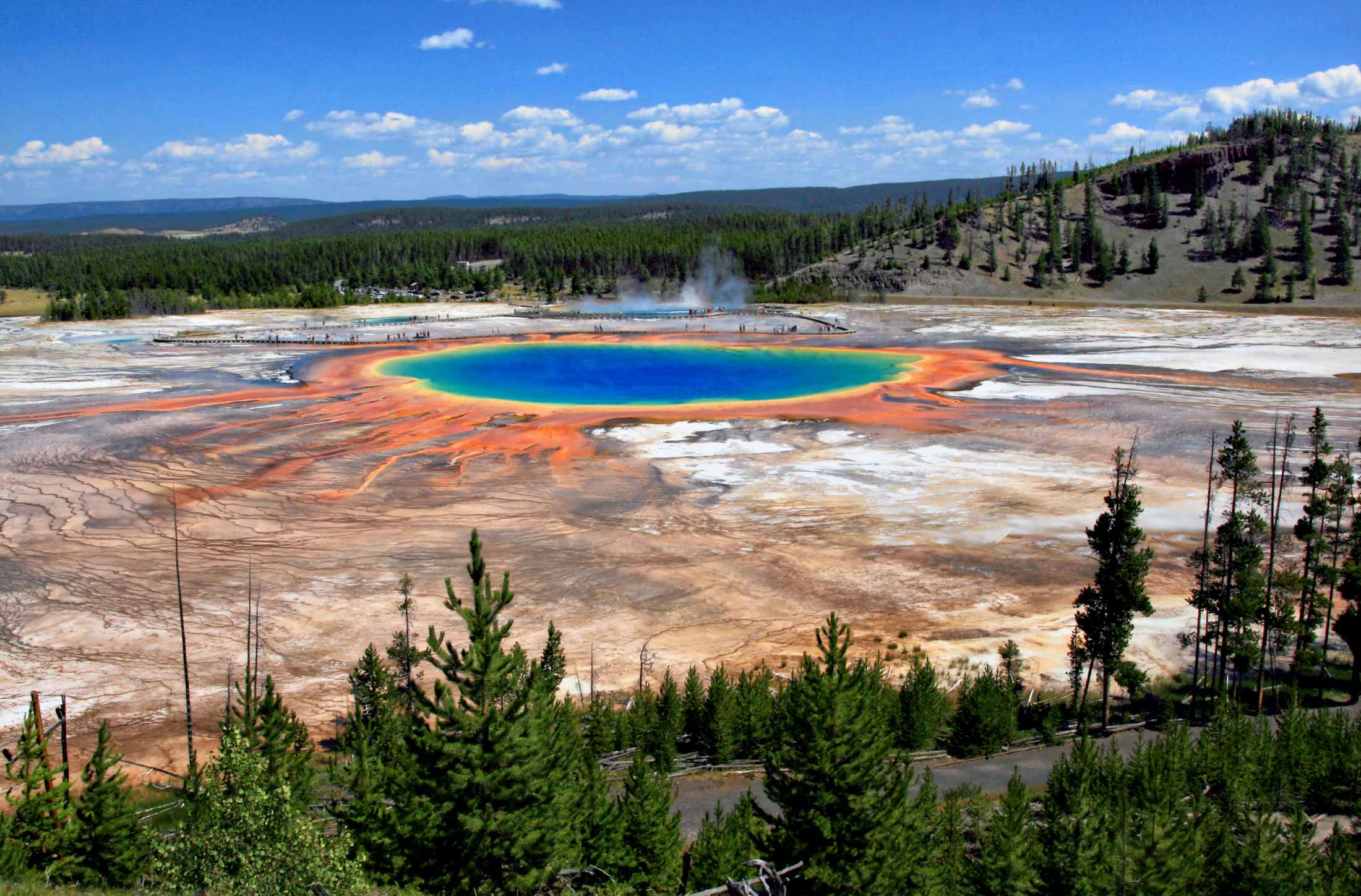
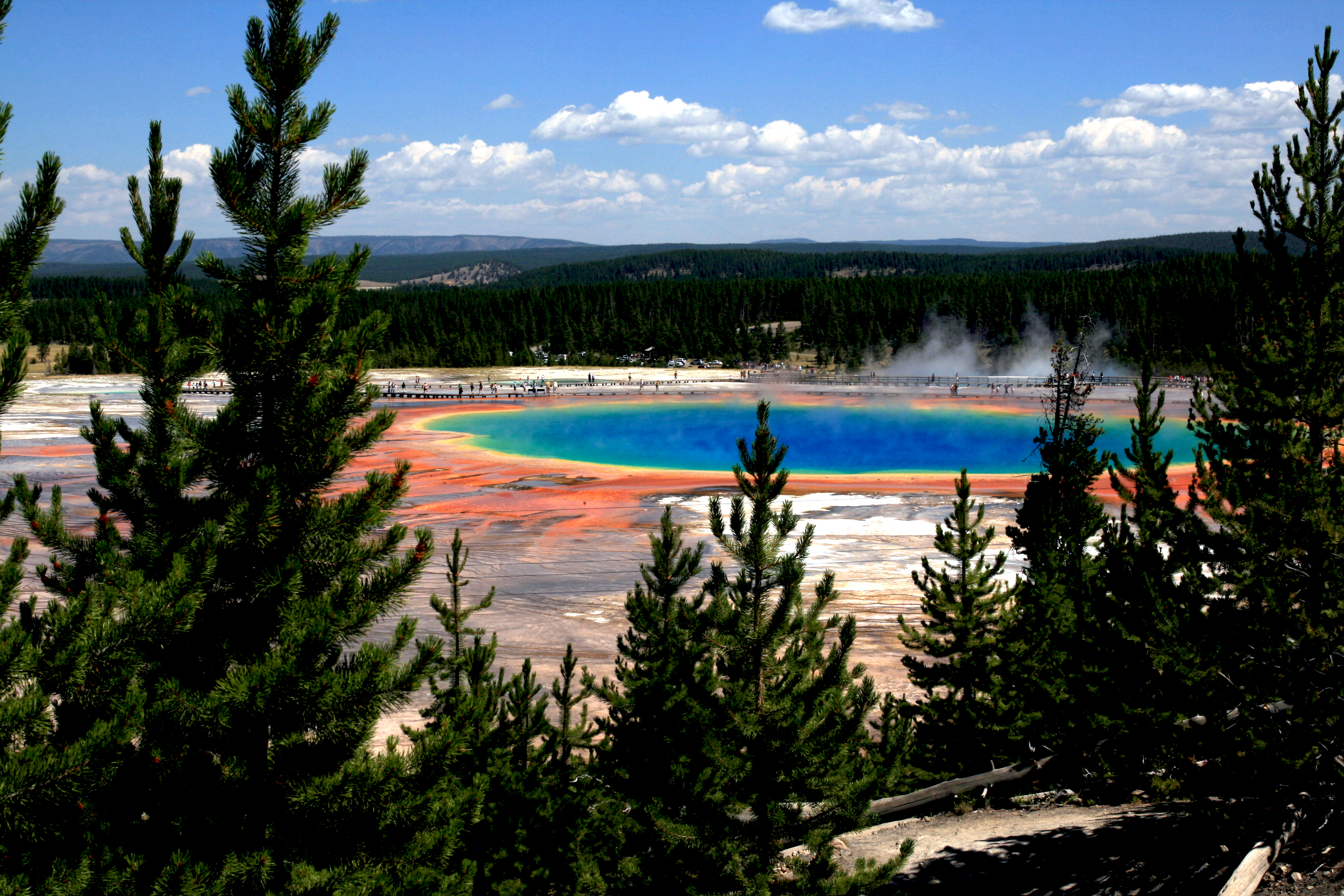
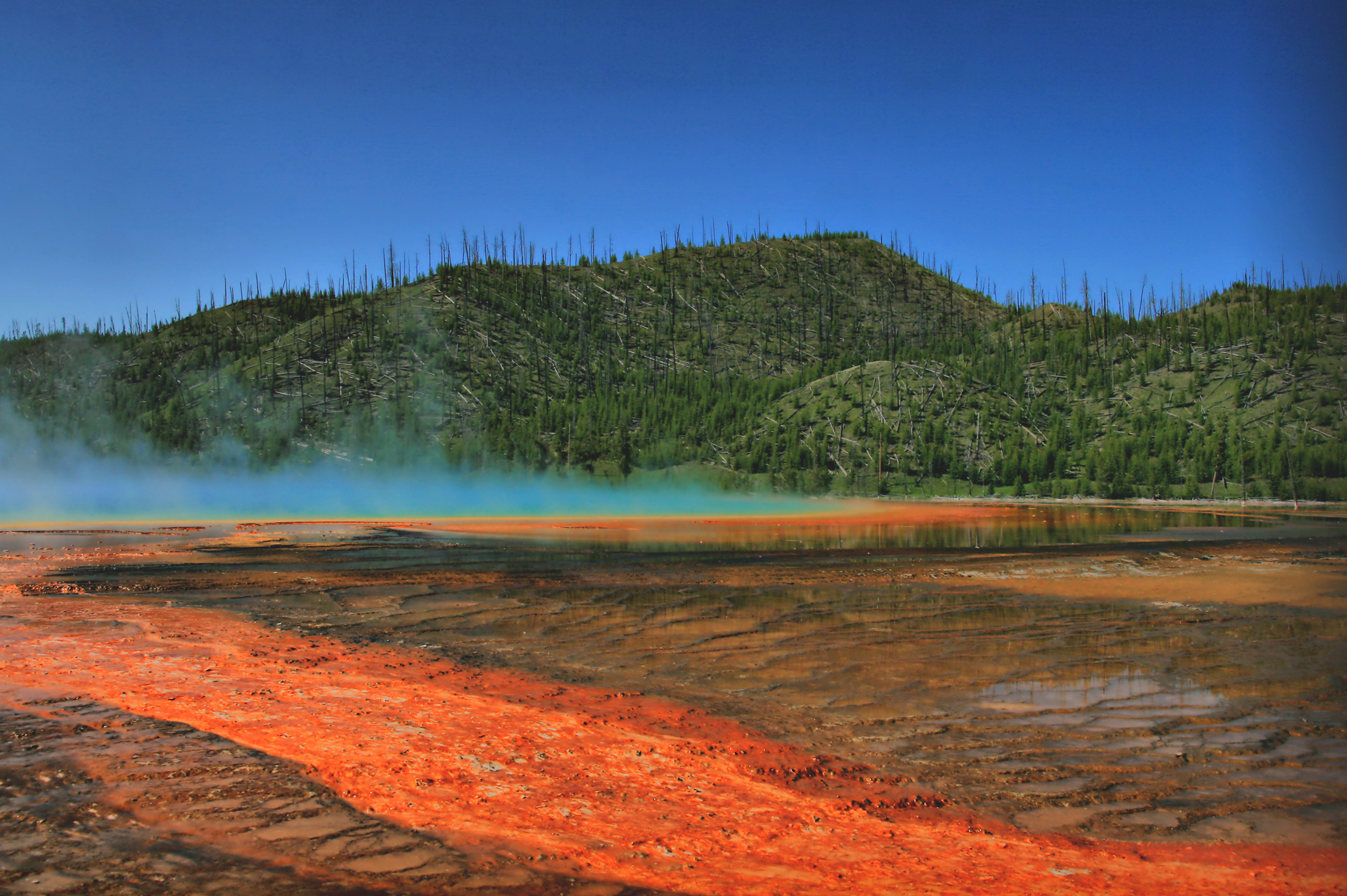
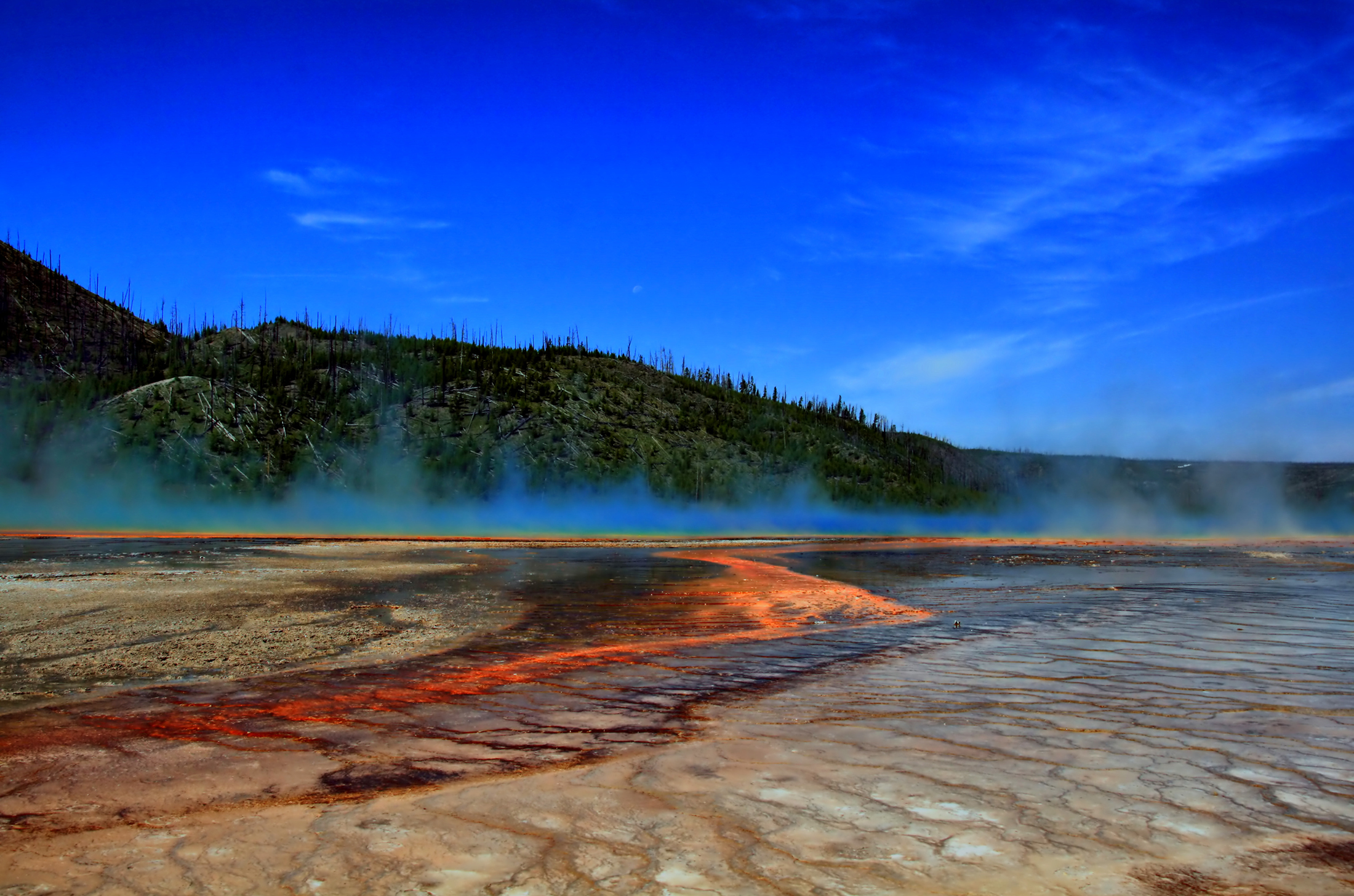
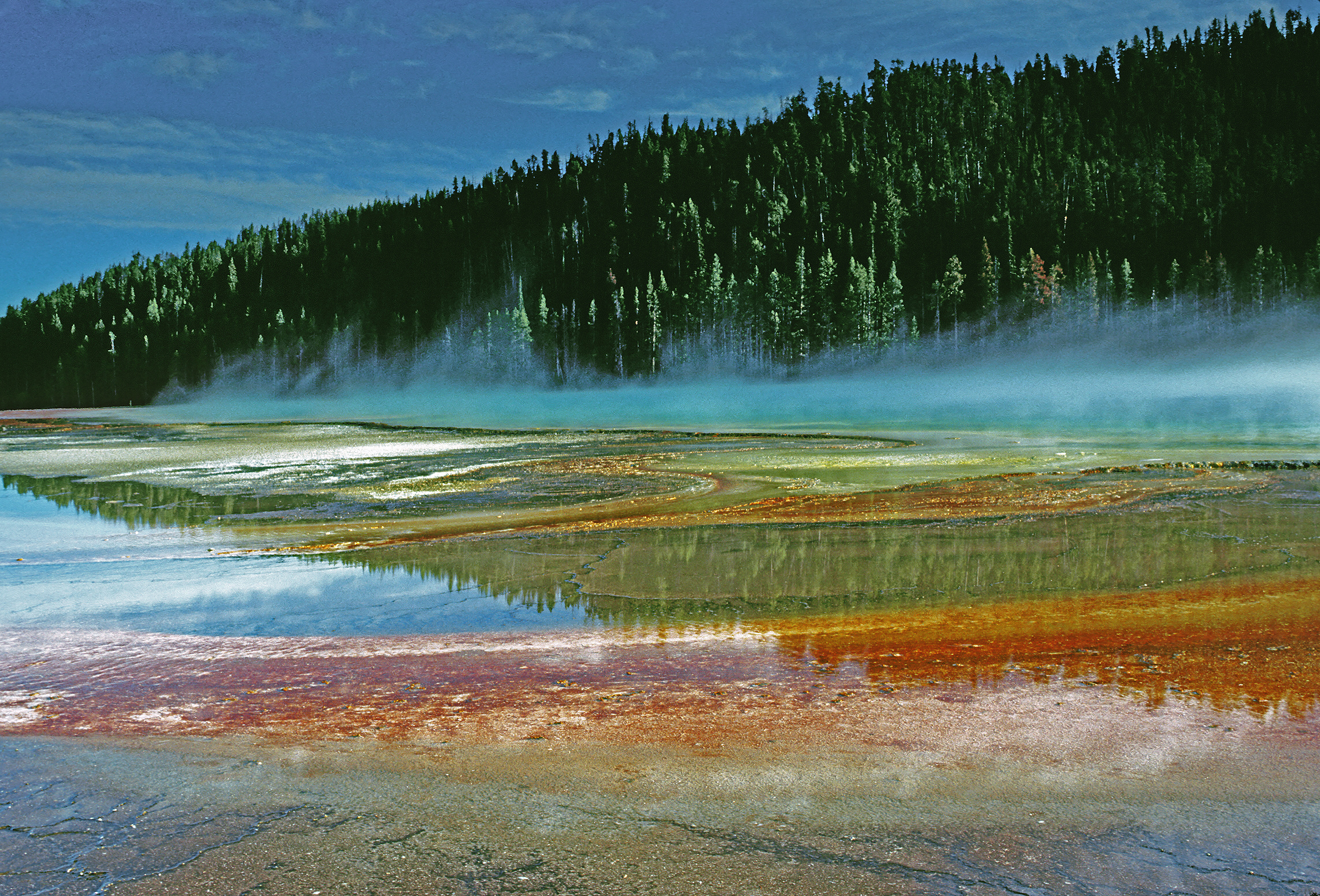
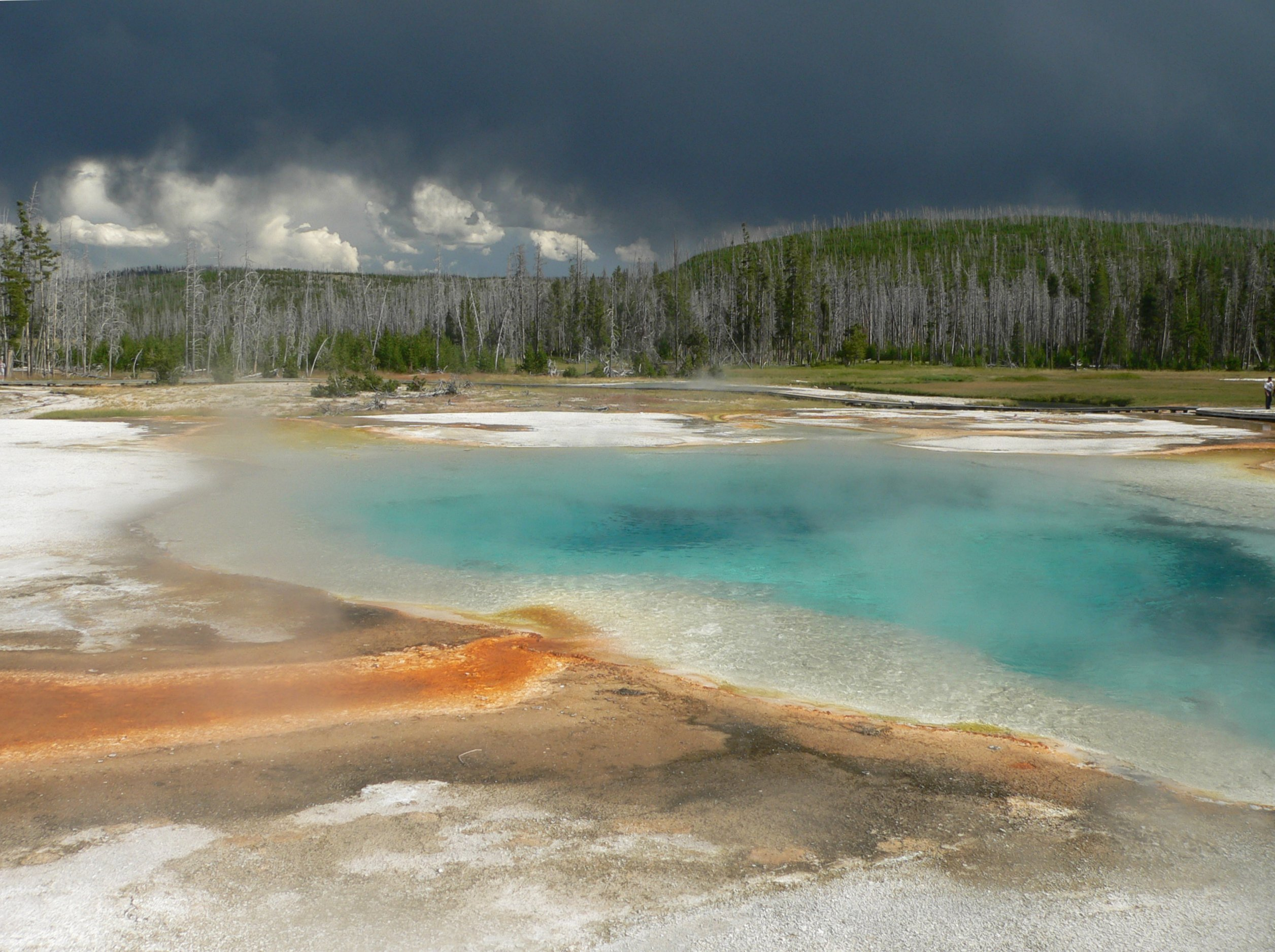
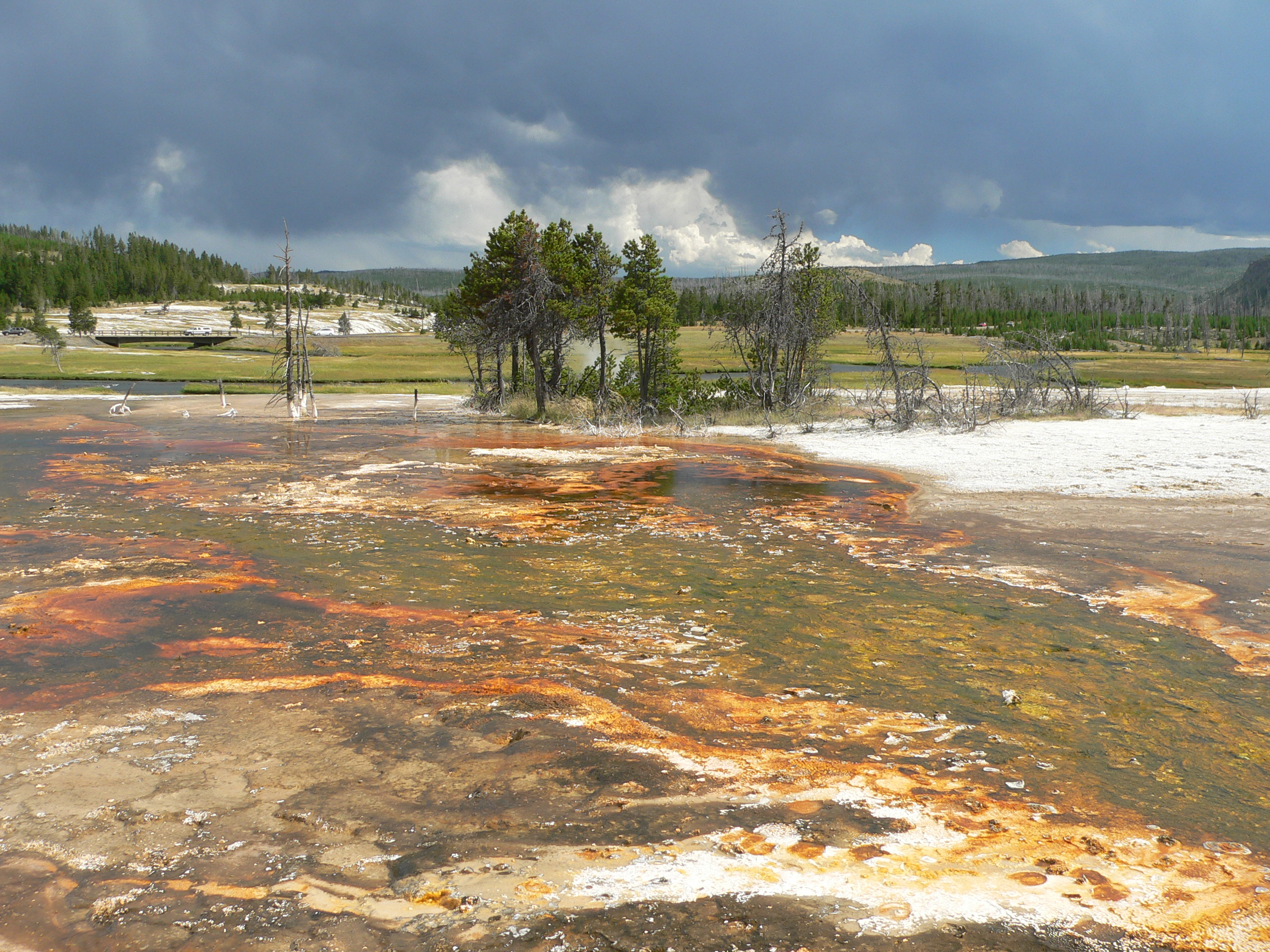